# Daniel Muriel
Daniel Muriel (Valladolid, 11 de maig de 1977) és un actor espanyol. Es va donar a conèixer amb el seu paper principal de Miguel a Escenas de matrimonio. Està casat amb Candela Serrat, filla de Joan Manuel Serrat.

## Trajectòria
Després d'abandonar els seus estudis de Filologia anglesa, es llicencia en Art dramàtic per la RESAD.
La seva popularitat la hi deu a la televisió, mitjà en el qual s'inicia en 1999 amb petits papers còmics en l'espai de varietats dirigit per José Luis Moreno, Noche de fiesta. Roman en aquest espai fins a 2003, incorporant-se en l'última etapa als populars sketches de Matrimoniadas. Recuperaria el personatge quan els esmentades tires còmiques es van convertir en la sèrie Escenas de matrimonio, entre 2007 i 2009. Muriel hi interpreta a la parella de Miguel, parella successivament de Miren Ibarguren i de Mar Saura. El 2015 s'incorporaria al repartiment de la sèrie Gym Tony, en la que es va mantenir una temporada.
Quant al seu pas pel teatre, cal destacar l'obra La importancia de llamarse Ernesto (2009), d'Oscar Wilde, la comèdia Toc toc (2009) i el musical Cabaret (2015). i (amb Kiti Mánver) Las Heridas del Viento per Juan Carlos Rubio.

## Sèries de televisió
| Any               | Sèrie                               | Canal               | Personatge             | Notes        |
| ----------------- | ----------------------------------- | ------------------- | ---------------------- | ------------ |
| 1999 - 2004       | Noche de fiesta                     | La 1                | Fernando               | 114 episodis |
| 2000              | Policías, en el corazón de la calle | Antena 3            |                        | 1 episodi    |
| 2000              | Periodistas                         | Telecinco           |                        | 1 episodi    |
| 2004              | Paco y Veva                         | La 1                |                        | 1 episodi    |
| 2004              | Hospital Central                    | Telecinco           | Empleat                | 1 episodi    |
| 2004              | El comisario                        | Telecinco           |                        | 1 episodi    |
| 2005              | El pasado es mañana                 | Telecinco           |                        | 8 episodis   |
| 2006              | Aquí no hay quien viva              | Antena 3            | Juanjo Peñafiel        | 2 episodis   |
| 2007 - 2009       | Escenas de matrimonio               | Telecinco           | Miguel Costa           | 465 episodis |
| 2010              | Raphael                             | Antena 3            | Jacobo Martos          | 2 episodis   |
| 2011              | Homicidios                          | Telecinco           | Policía                | 1 episodi    |
| 2014; 2016 - 2017 | La que se avecina                   | Telecinco           | Gabriel "Gabi"         | 5 episodis   |
| 2015 - 2016       | Gym Tony                            | Cuatro              | Eduardo "Edu" Valdivia | 224 episodis |
| 2016 - 2017       | Seis hermanas                       | La 1                | Federico Velasco       | 42 episodis  |
| 2018              | Velvet Colección                    | #0                  | Antonio Godino         | 4 episodis   |
| 2018              | Genius                              | National Geographic | Doctor                 | 1 episodi    |
| 2019              | Hospital Valle Norte                | La 1                | José Arriero           | 10 episodis  |
| 2019              | The Mallorca Files                  | BBC One             | Periodista             | 1 episodi    |
| 2019 - presente   | Servir y proteger                   | La 1                | Mateo Bremon           | ¿? episodis  |

## Pel·lícules i curtmetratges
| 2017 | Las heridas del viento   | Personatge principal |
| 2017 | Como la espuma           | Personatge principal |
| 2013 | Diamantes negros         | Personatge secundari |
| 2013 | La paciencia del cazador | Personatge principal |
| 2013 | Marioneta ciega          | Director             |
| 2012 | 6 puntos sobre Emma      | Personatge secundari |
| 2012 | Hidrolisis               | Fran                 |
| 2012 | Rotos                    | Personatge principal |
| 2012 | Replay                   | Personatge principal |
| 2012 | Animal Within            | Personatge principal |
| 2010 | Yo soy de amor           | Dani                 |
| 2010 | En tiempo de otros       | Personatge principal |
| 2008 | 8 citas                  | Personatge secundari |
| 2006 | El efecto Rubik          | Director             |
| 2006 | AzulOscuroCasiNegro      | Gonzalo              |

### Teatre
- La cena (2004), director Josep Maria Flotats
- Leonor de Aquitania (2006), directora Mercedes Lezcano
- La importancia de llamarse Ernesto (2009), director Gabriel Olivares
- Toc Toc (2010), director Esteve Ferrer
- La mecedora (2011), director Josep Maria Flotats
- Agonía y éxtasis de Steve Jobs (2012), director David Serrano
- Los miércoles no existen (2013), director Peris Romano
- La monja alférez (2013), director Juan Carlos Rubio
- Las heridas del viento (2013), director Juan Carlos Rubio
- Dionisio Ridruejo, una pasión española (2014), director Juan Carlos Pérez de la Fuente
- El Greco y la Legión Tebana (2014), director Ignacio García
- Una pareja cualquiera (2014), director Miguel Ángel Buttini
- Dignidad (2015), director Juan José Afonso
- Las heridas del viento director Juan Carlos Rubio (2013-2015)
- Cabaret (2015-2016), director Jaime Azpilicueta
- nerón (2018-2019),director Juan Carlos Rubio